# Ángel Orestes Giacoy
Ángel Orestes Giacoy Colombo (17 de noviembre de 1911, Sarandí Grande-2003) fue un cantautor y payador uruguayo.

## Biografía
Recorrió el territorio uruguayo con su música, participando en actividades de circos, como el Pensado, Coliseo Romano y Fénix. Llevó a cabo giras por distintos puntos de Argentina como Córdoba, Mar del Plata, Buenos Aires, y también por Chile, donde brindó espectáculos en Santiago de Chile, Mar del Plata y Bahía Blanca.
Fue fundador del Festival de Salto, y recibió reconocimientos por parte del Ministerio de Educación y Cultura y de la Intendencia de Montevideo.
Entre 1963 y 1964 participó de la peña radial de los domingos en Radio Carve, titulada "El Fortín de los Horneros" y posteriormente editó para el sello Antar un disco EP de 17cm. y 33 RPM que contuvo canciones como "Allá en el cielo" y "Payada de contrapunto" (junto al también payador Luis Alberto Martínez).

## Discografía
- Angel Orestes Giacoy (Antar FP 33-102. ca. 1965)